# Спас-Купля
Спас-Купля — деревня в Троицком административном округе Москвы (до 1 июля 2012 года в составе Подольского района Московской области). Входит в состав района Вороново.

## Население
Согласно Всероссийской переписи, в 2002 году в деревне проживал 31 человек (13 мужчин и 18 женщин). По данным на 2005 год в деревне проживало 29 человек.

## Расположение
Деревня Спас-Купля расположена на реке Черничке примерно в 37 км к юго-западу от центра города Подольска. В 3 км к западу от деревни проходит Калужское шоссе. Ближайший населённый пункт — посёлок Рогово.

## История
Находилось на Старой Калужской дороге.
В XVIII веке — село Васильевское,
22 сентября 1812 года близ деревни Спас-Купля состоялся бой между войсками генерала М. А. Милорадовича и французским корпусом И. Мюрата. После боя отряд Милорадовича отошёл к реке Наре, где размещалась армия Кутузова. Бой под Спас-Куплей стал фактическим завершением Тарутинского манёвра. В память об этом сражении в деревне установлена часовня Преображения Господня.

## Церковь Преображения Господня в Спас-Купле
Последнее каменное здание возведено в 1908 году, архитектор Благовещенский Н. Н.  Каменная церковь строилась путем постепенной замены прежней деревянной постройки 1793 года. К 1916 году была окончена трапезная, однако неизвестно, удалось ли достроить главный храм. 
Сломана в сер. ХХ века.
Священники:
- Василий Трифонов
- Тимофей Афанасьев (Смирнов) (1799 - ок. 1855) - в 1807 - 1812 годах
- Сергей Михайлов Тверской [5]